# Tranchoir
Un tranchoir peut désigner :

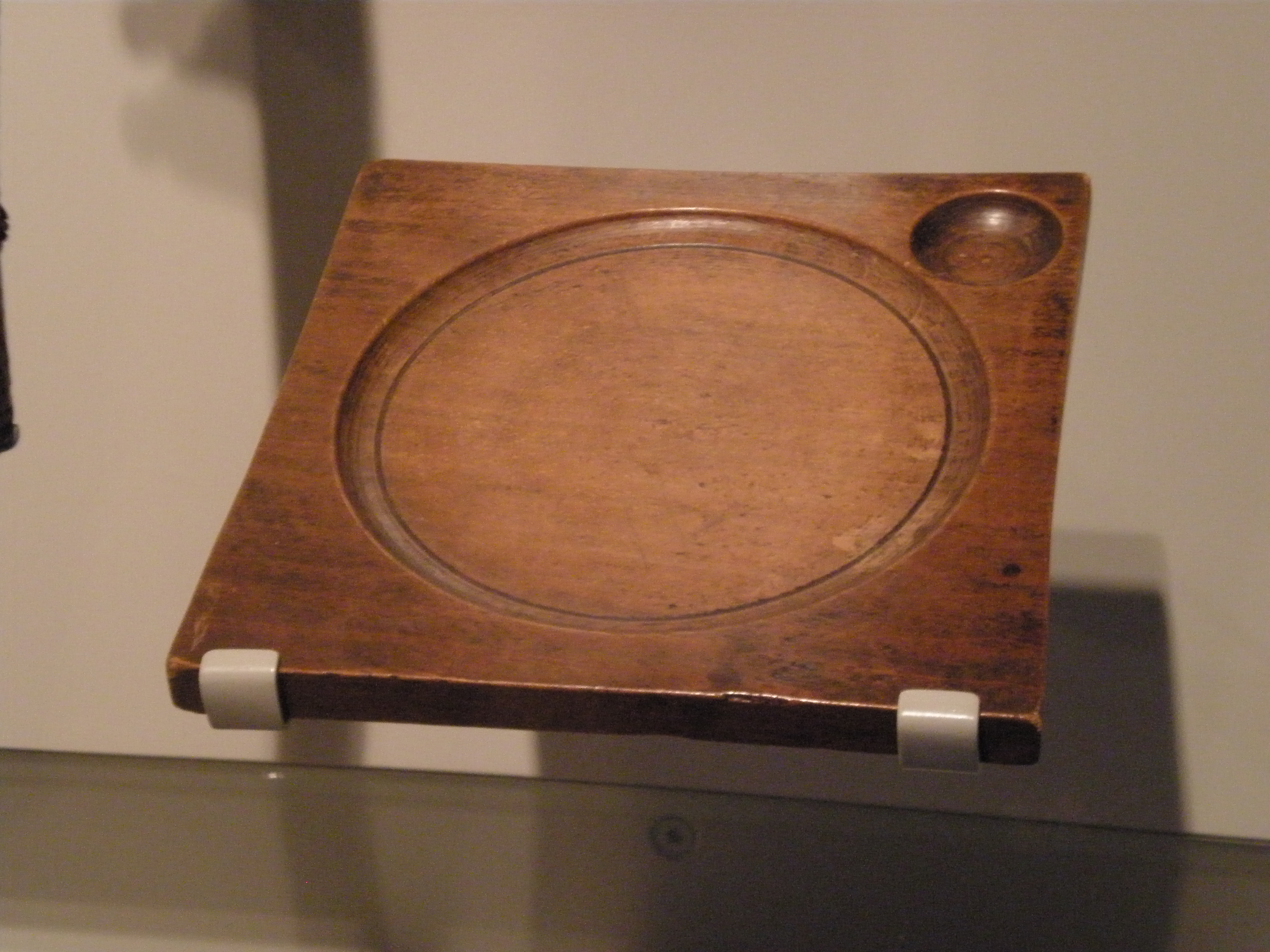
Tranchoir en bois.

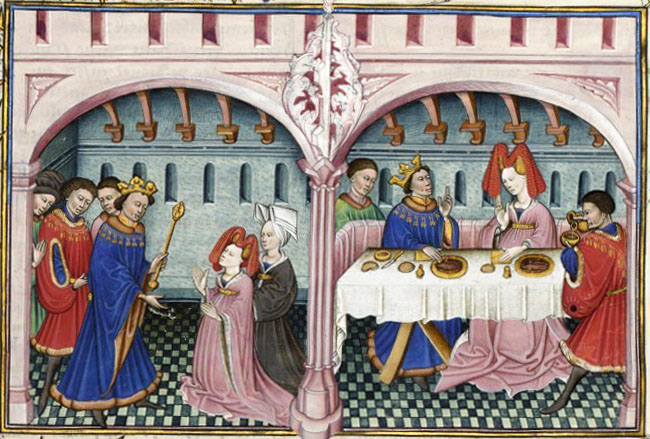
Dans la première journée du Décaméron, la nouvelle 5 relate l'histoire de la marquise de Montferrat et du roi de France Philippe Auguste. On peut observer les deux tranchoirs sur la table d'honneur.

- un instrument tranchant, comme le couperet, souvent utilisé comme hachoir ;
- la planche de bois sur laquelle on découpe la viande ;
- le présentoir sur lequel on présente la viande découpée et qui peut être en bois ou en métal (argent, vermeil, or) ;
- la grosse tranche de pain sur laquelle on sert le poisson ou la viande à table (et qui sert d’assiette) au Moyen Âge ; le tranchoir peut être placé sur un tailloir (parfois lui aussi appelé tranchoir) de forme circulaire ou rectangulaire (petite planchette en bois chez les plus modestes, en métal précieux chez les personnes de la haute société). De là viendrait le mot « copain », celui avec qui on partage son tranchoir, c'est-à-dire sa tranche de pain[1]. La tranche de pain, souvent de forme arrondie, est coupée dans un pain rassis qui absorbe les sauces, les jus et la graisse des aliments qu'on y pose. C'est de cette habitude alimentaire de verser un bouillon de légumes ou de viande sur le tranchoir, appelé soupe, que sont nées les expressions « tremper la soupe » (se mettre à manger) ou « être trempé comme une soupe »[2]. Sur les tables, on disposait des pots à aumônes et des corbillons pour les tranchoirs imprégnés de sauce afin de les redistribuer aux pauvres au lieu de les ingérer ou de les donner aux chiens[3].
- la planchette (ou la petite palette de jonc) qui sert à la découpe du fromage.